# Paróquia de Evangeline
A Paróquia de Evangeline é uma das 64 paróquias do estado americano da Luisiana. A sede da paróquia é Ville Platte, e sua maior cidade é Ville Platte. A paróquia possui uma área de 1 760 km² (dos quais 40 km² estão cobertas por água), uma população de 35 434 habitantes, e uma densidade populacional de 21 hab/km² (segundo o censo nacional de 2000). A paróquia foi fundado em 1911.